# Joseph Crockett
Joseph Crockett   (Washington DC, 16 de febrer de 1905 - Englewood, 11 de juliol de 2001) va ser un tirador estatunidenc que va competir durant la dècada de 1920.
El 1924 va prendre part en els Jocs Olímpics de París, on guanyà la medalla d'or en la prova de rifle lliure per equips del programa de tir. Compartí equip amb Raymond Coulter, Morris Fisher, Sidney Hinds i Walter Stokes.